# موريس بيري
موريس بيري (بالإنجليزية: Morris Perry)‏ هو ممثل بريطاني، ولد في 28 مارس 1925 في المملكة المتحدة.

## وصلات خارجية
- موريس بيري على موقع IMDb (الإنجليزية)
- موريس بيري على موقع أول موفي (الإنجليزية)
- موريس بيري على موقع قاعدة بيانات الأفلام السويدية (السويدية)
- موريس بيري على موقع قاعدة بيانات الفيلم (الإنجليزية)
- موريس بيري على موقع كينوبويسك (الروسية)